# Sidney Irving Smith
Sidney Irving Smith, född 18 februari 1843 i Norway, Maine, död 6 maj 1926 i New Haven, Connecticut  var en amerikansk zoolog.
Han dog av strupcancer.

## Arbete
Smith producerade mer än 70 vetenskapliga artiklar. Hans samlingar finns nu i Peabody Museum of Natural History vid Yale university och i det amerikanska National Museum of Natural History.
De djurarter och andra taxa som beskrivits av Smith innefattar bland andra följande: 
- Acanthephyra brevirostris S. I. Smith, 1885
- Admete nodosa Verrill & Smith, 1885
- Ampithoe longimana S. I. Smith, 1873
- Ampithoe valida S. I. Smith, 1873
- Arctus americanus S. I. Smith, 1869
- Argulus laticauda S. I. Smith, 1873
- Argulus latus S. I. Smith, 1873
- Argulus megalops S. I. Smith, 1873
- Benthonectes filipes S. I. Smith, 1885
- Benthonectes S. I. Smith, 1885
- Beringius brychius (Verrill & Smith, 1885)
- Byblis serrata S. I. Smith, 1873
- Bythocaris gracilis S. I. Smith, 1885
- Bythocaris nana S. I. Smith, 1885
- Callinectes danae S. I. Smith, 1869
- Cardisoma crassum S. I. Smith, 1870
- Colletes perforator Smith, 1869
- Cymadusa compta (S. I. Smith, 1873)
- Dyspanopeus sayi (S. I. Smith, 1869)
- Elasmopus laevis S. I. Smith, 1873
- Elasmopus levis (S. I. Smith, 1873)
- Eumunida S. I. Smith, 1883
- Eumunida picta S. I. Smith, 1883
- Eunephrops S. I. Smith, 1885
- Eunephrops bairdii S. I. Smith, 1885
- Ephyrina benedicti S. I. Smith, 1885
- Ephyrina S. I. Smith, 1885
- Eucratopsis Smith, 1869
- Eurypanopeus depressus (S. I. Smith, 1869)
- Evibacus Smith, 1869
- Evibacus princeps Smith, 1869
- Gammarus annulatus S. I. Smith, 1873
- Hadropenaeus modestus (S. I. Smith, 1885)
- Haliporus modestus (S. I. Smith, 1885)
- Haliporus robustus (S. I. Smith, 1885)
- Hepatella Smith ''in'' Verrill, 1869
- Heterogenys microphthalma (S. I. Smith, 1885)
- Heteromysis formosa S. I. Smith, 1873
- Heteromysis S. I. Smith, 1873
- Hippolyte zostericola (S. I. Smith, 1873)
- Hyalella S. I. Smith, 1874
- Hyalopecten undatus (Verrill & S. Smith, 1885)
- Hymenopenaeus modestus S. I. Smith, 1885
- Hymenopenaeus robustus S. I. Smith, 1885
- Macrobrachium ohione S. I. Smith, 1874
- Melita nitida S. I. Smith, 1873
- Metapenaeopsis goodei (S. I. Smith, 1885)
- Metapenaeus goodei (S. I. Smith, 1885)
- Munidopsis crassa S. I. Smith, 1885
- Munidopsis similis S. I. Smith, 1885
- Mysis stenolepis S. I. Smith, 1873
- Neomysis americana (S. I. Smith, 1873)
- Neopanope sayi (S. I. Smith, 1869)
- Neopanope texana sayi (S. I. Smith, 1869)
- Orchestia agilis S. I. Smith, 1874
- Palaemon ensiculus Smith, 1869
- Panopeus hartii S. I. Smith, 1869
- Panopeus harttii S. I. Smith, 1869
- Panopeus obesus S. I. Smith, 1869
- Panopeus sayi S. I. Smith, 1869
- Panulirus echinatus Smith, 1869
- Parapaguridae S. I. Smith, 1882
- Parapenaeus goodei S. I. Smith, 1885
- Parapenaeus megalops Smith, 1885
- Parapenaeus S. I. Smith, 1885
- Penaeopsis goodei (S. I. Smith, 1885)
- Penaeopsis megalops (Smith, 1885)
- Pleoticus robustus (S. I. Smith, 1885)
- Polycheles sculptus S. I. Smith, 1880
- Pontonia margarita Smith, 1869
- Rimapenaeus similis (S. I. Smith, 1885)
- Scyllarus americanus (S. I. Smith, 1869)
- Scyphacella arenicola S. I. Smith, 1873
- Scyphacella S. I. Smith, 1873
- Thyasira grandis Verrill & Smith, 1885
- Thyasira plicata Verrill & Smith, 1885
- Trachypenaeus similis (S. I. Smith, 1885)
- Uca pugnax (S. I. Smith, 1870)
- Xiphopenaeus Smith, 1869
- Xiphopenaeus hartii Smith, 1869

## Eponymer
Smith har hedrats med att få ge artepitet till följande arter:
- Lembos smithi Holmes, 1905
- Metapenaeopsis smithi (Schmitt), 1924
- Oxyurostylis smithi Calman, 1912
- Pandarus smithi Rathbun, 1886
- Siphonoecetes smithianus Rathbun, 1908.[6]